# Rue Jules-de-Rességuier
La rue Jules-de-Rességuier (en occitan : carrièra Juli de Resseguièr) est une voie de Toulouse, chef-lieu de la région Occitanie, dans le Midi de la France.

## Situation et accès

### Description
La rue Jules-de-Rességuier est une voie publique. Elle se trouve dans le quartier Saint-Étienne, dans le secteur 1 - Centre.
Elle naît perpendiculairement à la rue Théodore-Ozenne, par laquelle elle n'est accessible que par un escalier de deux marches. Rectiligne, longue de mètres et orientée au nord-est, elle se termine au carrefour de la rue du Huit-Mai-1945, à la limite de la place Montoulieu, face aux grilles du jardin du palais Niel.
La chaussée compte une seule voie de circulation automobile à double-sens. Elle est définie comme une zone de rencontre et la vitesse y est limitée à 20 km/h. Il n'existe pas d'aménagement cyclable.

### Voies rencontrées
La rue Jules-de-Rességuier rencontre les voies suivantes, dans l'ordre des numéros croissants (« g » indique que la rue se situe à gauche, « d » à droite) :
1. Rue Théodore-Ozenne
2. Place Montoulieu (g)
3. Rue du Huit-Mai-1945 (d)

## Odonymie

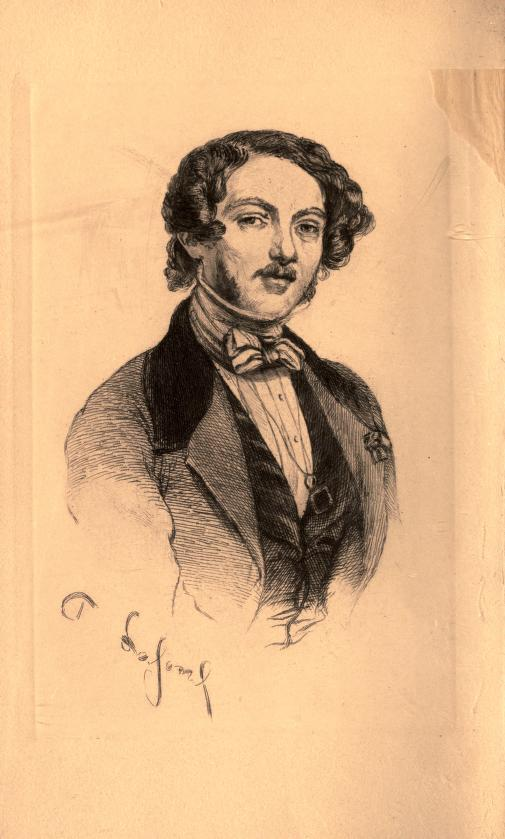
Portrait de Jules de Rességuier par Paul Lafond (L'Aube romantique, 1910)

La rue a été nommée, en 1924, en hommage à Jules de Rességuier (1788-1862), officier de cavalerie, magistrat, puis poète et mainteneur des Jeux Floraux. Il était né dans l'hôtel d'Ulmo, un hôtel particulier du quartier Saint-Étienne (actuel no 15 rue Ninau),. Il appartenait à une des importantes familles de la noblesse parlementaire de la ville, originaire du Rouergue et installée à Toulouse à la fin du XVIe siècle. Il fut le père d'Albert de Rességuier, homme politique monarchiste et ultramontain, député des Basses-Pyrénées sous la Deuxième République, puis du Gers sous la Troisième République. 
La rue, lors de l'aménagement du Jardin Royal en 1754, fut simplement désignée comme la Promenade. En 1783, elle devint la rue de la Promenade. En 1794, pendant la Révolution française, elle prit le nom de rue du Jardin-Public, mais ne le conserva pas et devint officiellement en 1806 la rue du Jardin-Royal. 

## Patrimoine et lieux d'intérêt

### Immeubles
- no  7 : tour du rempart et immeuble. 
L'immeuble est construit dans la première moitié du XIXe siècle à l'emplacement d'une des tours du rempart de la ville. Le bâtiment englobe d'ailleurs la tour, construite au Ier siècle, puis surélevée au XIVe siècle. L'immeuble est surélevé d'un 3e étage en 1968[5].

- no  8 : immeuble Fieuzet (1865, Jacques-Jean Esquié)[6].